# Оатул, Александр Александрович
Алекса́ндр Алекса́ндрович Оа́тул (29 января 1918, Кишинёв, Молдавская демократическая республика — 14 августа 1996, Челябинск, Челябинская область, Россия) — советский и российский учёный, строитель, педагог, доктор технических наук (1970), профессор (1972). Заслуженный строитель РСФСР (1985). Автор более 150 научных и методических работ по вопросам расчёта, конструирования, изготовления и эксплуатации железобетонных конструкций (ЖБК), в том числе учебных англо-русского и русско-английского словарей терминов по теории расчета и конструирования ЖБК.

## Биография
Родился 29 января 1918 года в Кишинёве в семье преподавателей мужской гимназии (отец преподавал в ней историю, мать — математику). В 1936 году поступил в Политехнический университет Бухареста, по окончании четвёртого курса перевёлся в Одесский строительный институт, однако обучение не завершил из-за начавшейся Великой Отечественной войны.
В 1940 году устроился на работу техником-строителем при гороно Кишинёва, с сентября 1941 года (после эвакуации из Одессы) по март 1942 года работал гидротехником в системе Бухарского облводхоза (г. Гиждуван, Узбекская ССР). Служил в РККА, затем работал в трудармии — строймастером на 3-м строительном участке в системе ЮУЖД, в Челябинске, Еманжелинске, Верхнем Уфалее.
В 1942 году поступил на пятый курс в Уральский политехнический институт (параллельно работал лаборантом на кафедре строительных конструкций), окончил его с отличием в 1944 году, после чего остался преподавать в альма-матер: сначала ассистентом, затем старшим преподавателем на кафедре строительной механики. Преподавал сопромат в группе, где учился будущий Президент РФ Борис Ельцин. В 1949 (по другим данным, в 1950) году защитил кандидатскую диссертацию на тему «Расчёт арок со сквозным надарочным строением», в 1955 году стал доцентом. В 1957 году переехал в Челябинск, работал в Челябинском политехническом институте (ЧПИ, ныне ЮУрГУ). В 1957—1962 годах — первый заведующий кафедрой «Строительная механика и строительные конструкции» ЧПИ (ныне кафедра «Строительные конструкции и инженерные сооружения» ЮУрГУ), а после её разделения на две кафедры возглавлял одну из них (в 1962—1986 годах), «Железобетонные и каменные конструкции».
В 1970 году в Московском инженерно-строительном институте им. В. В. Куйбышева защитил докторскую диссертацию на тему «Теоретические и экспериментальные исследования сцепления с бетоном стержневой и канатной арматуры», с 1972 года — профессор.
Скончался в Челябинске после продолжительной болезни 14 августа 1996 года.

## Семья
Отец, Александр Иванович, кандидат исторических наук, был попечителем народного образования в Кишинёве, директором мужской гимназии и преподавал в ней историю, мать, Ольга Афанасьевна (в девичестве Карпи), преподавала математику. Две дочери: Ольга Александровна — кандидат технических наук, доцент кафедры информатики ЮУрГУ, и Елена Александровна — профессор, доктор педагогических наук, декан Челябинского госуниверситета.

## Научная деятельность

Бюст А.А.Оатула в ЮУрГУ (Челябинск)

Основатель научной школы строительных конструкций. Под его руководством создана научно-исследовательская лаборатория строительных конструкций (при координации НИИЖБ Госстроя СССР), включавшая несколько отделов: отдел подземных сооружений (занимался проектированием сборно-монолитных железобетонных конструкций подземных сооружений), отдел динамики железобетона (исследовал в числе прочего железобетонные фундаменты под турбоагрегаты ТЭС), отдел канатной арматуры (разрабатывал новые виды арматурных канатов), отдел новых конструкций (разрабатывал новаторские железобетонные элементы каркасов зданий).
Сфера научных интересов — разработка новой нелинейной теории сцепления арматуры с бетоном. На базе этой теории под его руководством были разработаны и внедрены новые виды сборных, предварительно напряжённых конструкций, использованные при строительстве:
- торговых центров в Челябинске (1975) и Минске (1980);
- металлургических заводов в Челябинске, Златоусте, Нижнем Тагиле, на Челябинской ТЭЦ-1, Троицкой, Рефтинской и Ириклинской ГРЭС;
- уникальных архитектурных объектов Челябинска: Дворца спорта «Юность» (1967), цирка (1979), театра драмы (1982—1984)[6].

В 1971 году инициировал на кафедре новое направление научных исследований — численные методы моделирования объектов строительства, при его участии разработаны основы расчёта железобетонных конструкций методом конечных элементов (МКЭ) с учётом свойств железобетона (его пластичности, прочности и т. д.).
Принял участие в ряде научных конференций, конгрессов, выставок, стажировок:
- 1976 год — международный конгресс по пространственным конструкциям (Монреаль, Канада).
- 1977 год — стажировка по обмену опытом в организации преподавательской и научной деятельности (Бухарест, Румыния).
- Сентябрь 1978 года — Всесоюзная научно-техническая конференция по проблемам применения численных методов в расчётах и исследованиях железобетонных конструкций (Челябинск, по инициативе кафедры ЖБК).
- Осень 1980 года — трёхмесячная научная стажировка по исследованию железобетонных конструкций (Англия).

Член национальной группы Европейского комитета по бетону (ЕКБ), Международной ассоциации по пространственным конструкциям, был членом координационного совета по бетону и железобетону Госстроя СССР.
Научный руководитель 28 кандидатов и доктора технических наук. Автор более 150 научно-методических публикаций, касающихся расчёта элементов железобетонных конструкций по двум предельным состояниям, конструирования железобетонных оболочек покрытий зданий и спецсооружений (в том числе круглых плит и двускатных балок покрытия), проектирования одноэтажных промышленных зданий, исследований сцепления с бетоном стержневой и канатной арматуры, и т.д.

## Признание и награды

Мемориальная доска А. А. Оатулу в Челябинске

- Орден Трудового Красного Знамени (1976)[1]
- Заслуженный строитель РСФСР (1985)[1];
- Почётный академик Российской академии архитектуры и строительных наук (1995)[1];
- В Челябинске, на доме № 30 по улице Тимирязева, где жил Оатул, 30 октября 2002 года была установлена мемориальная доска[1][7];
- В 2003 году в фойе главного корпуса ЮУрГУ был установлен бюст учёного работы скульптора В. А. Авакяна[1].
- В 2020 году перед Кишиневским институтом искусств установлен бюст. Автор молдавский скульптор Вячеслав Жиглицкий.